# Kantoorgebouw Heineken
Het Kantoorgebouw Heineken (ook wel "Heinekenhuis" genoemd) is een gebouw dat in 1932 gebouwd is naar ontwerp van Willem Kromhout.
In de jaren '20 werd Kromhout gevraagd een nieuw kantoorgebouw, graansilo, ziederij en kolentransporteur te ontwerpen op het brouwerijterrein van Heineken in de Rotterdamse wijk Crooswijk. Anno 2019 is alleen het kantoorgebouw overgebleven.
Het Heinekenhuis is sinds 1996 een rijksmonument en werd in 1999 aangekocht door Stadsherstel Historisch Rotterdam N.V. van Heineken Nederland B.V. Architect Rob van Erk verzorgde de restauratie, renovatie en herbestemming van het kantoorgebouw. Op 18 januari 2001 werd het gebouw officieel geopend door burgemeester Ivo Opstelten.

## Brouwerij
In 1873 sloten Gerard Heineken en de eigenaar van de Rotterdamse brouwerij d'Oranjeboom Willem Baartz een verbond en richtten Heineken's Bierbrouwerij Maatschappij op. In 1874 namen ze hun nieuwe brouwerij in Rotterdam aan de Crooswijksesingel in gebruik. Deze locatie ging leveren aan het zuiden van het land en zorgen voor de export. Het was een van de meest hoogstaande brouwerijen van zijn tijd. Het had een werkvloer van dertig vierkante meter. In 1883 werd de brouwerij voorzien van koelsystemen. In de periode 1923-1926 werd de brouwerij vrijwel geheel herbouwd naar ontwerp van de architect Willem Kromhout. Bij de inwijding van de "Bierkathedraal" was het Z.K.H. Prins Hendrik die het eerste brouwsel stortte.

## Het ziederijgebouw
Aan de kant van de Linker Rottekade heeft een ziederijgebouw gestaan dat in 1975 is afgebroken. Op dezelfde plaats bouwde het architectenbureau Van den Broek en Bakema (met als hoofdontwerper J.E. Rijnsdorp) in 1978-1980 een kantoor voor het Rotterdamse bouwbedrijf Dura, waarbij de kopgevel van het ziederijgebouw nauwkeurig werd gereconstrueerd. Dit nieuwe kantoorgebouw, dat anno 2019 Het Brouwershuys wordt genoemd, is gelegen op de Crooswijksesingel 66.

## Afbeeldingen

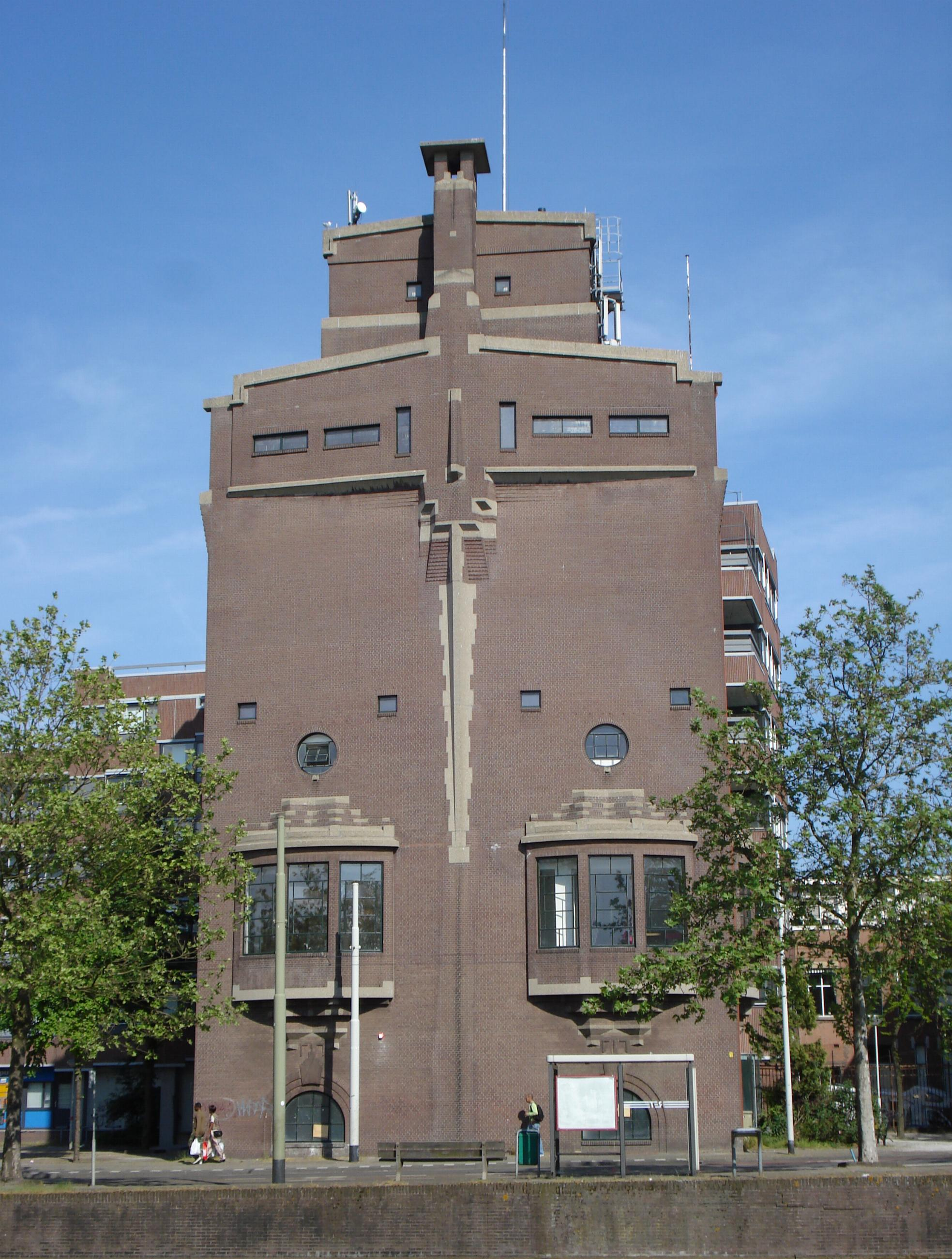
Het kantoor uit 1980 met de gereconstrueerde kopgevel van het ziederijgebouw
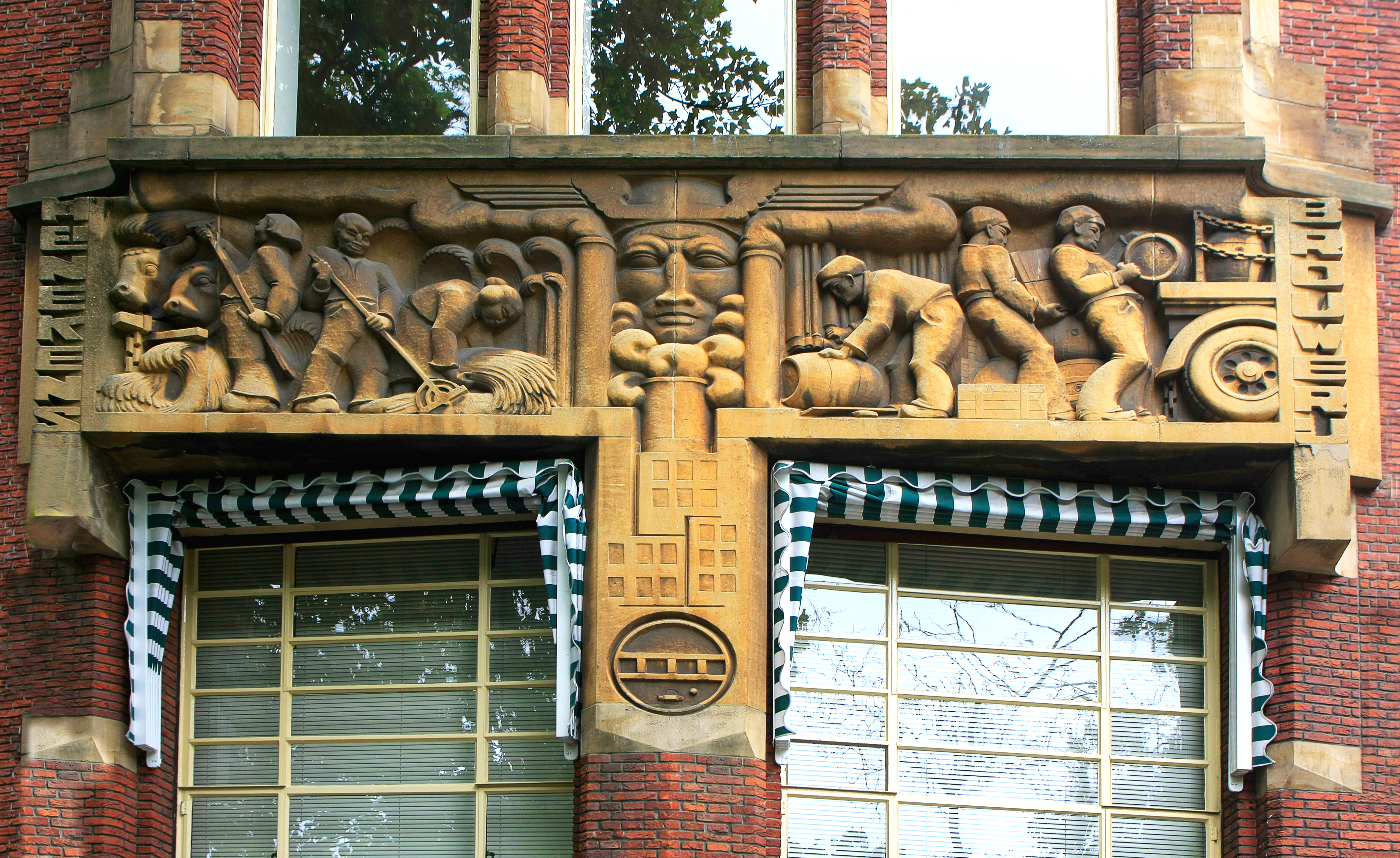
Gevelreliëf van W.C. Brouwer

## Verder lezen
- Ida Jager, 1992, Willem Kromhout Czn., Rotterdam, Uitgeverij 010, ISBN 9789064501043
- Bulthuis, Peter & Dijk, Caroline, [2001], Leven in de brouwerij. Een reconstructie. Kantoor Heineken Rotterdam Kromhout (Nummer 138 van Historische werken over Rotterdam), Rotterdam, Stichting Historische Publicaties Roterodamum, ISBN 9789071082665